# 尾石達也
尾石 達也（おいし たつや、1970年3月28日 - ）は、日本のアニメーター、アニメ演出家・監督。愛知県出身。

## 来歴
専門学校東京デザイナー学院を卒業後スタジオジュニオを経てガイナックスに所属し原画マンデビュー。ガイナックス時代の同期には守岡英行や吉成曜らが居る。その後フリーとなり、2001年には『サイボーグ009 THE CYBORG SOLDIER』第31話「怪物島（モンスターアイランド）」で演出家デビューを果たした。
『幽☆遊☆白書』以降、新房昭之が演出や監督に関与する作品に多く関わり、『ぱにぽにだっしゅ!』『ネギま!?』　『さよなら絶望先生』『まりあ†ほりっく』等で特徴的なオープニングアニメーション演出を手掛ける。
2009年には『化物語』で初めてシリーズディレクターを担当し、2016年には『傷物語』で初めて監督への就任を果たした。

## 作風
自身の作風は印象派だと述べている。
映像作家としては、
- 実写取り込み映像をアニメ中に多く使用する(仏像や念仏などを取り入れることも多い)
- ”色”を印象的に前面に押し出した演出
- 唐突な別絵柄のカット
- OP映像感覚の短いカット構成
- 文字のみの画面
- 独特で大胆な構図

など多数斬新な手法で知られる。他にも映像作家としては自作の絵コンテの使用があるが、用紙も作るため非常に作品作りに時間がかかる事でも知られ、制作が遅れ作画崩壊をも引き起こすことは稀ではない。「傷物語」も、絵コンテの制作に数年かかっている。本人も自覚的なようで、「傷物語」時には原作者に完成まで顔向け出来ないと考えていたようである。同じくシャフトの作品に多く携わる龍輪直征には「シャフトの冨樫」と呼ばれた。
影響を受けた人物はゴダール（政治的な部分でなく表層的な部分）、丹下健三。

## 主な参加作品

### テレビアニメ
- 楽しいムーミン一家（1990年 - 1991年）動画
- 幽☆遊☆白書（1992年 - 1994年）原画
- 機動戦士Vガンダム（1993年 - 1994年）原画
- 機動武闘伝Gガンダム（1994年 - 1995年）原画
- 十二戦支 爆烈エトレンジャー（1995年 - 1996年）原画
- NINKU -忍空-（1995年 - 1996年）原画
- バトルアスリーテス大運動会（1997年 - 1998年）原画
- 烈火の炎（1997年 - 1998年）原画
- 宇宙海賊ミトの大冒険（1999年）原画
- 宇宙海賊ミトの大冒険2人の女王様（1999年）原画
- パワーストーン（1999年）原画
- サイボーグ009 THE CYBORG SOLDIER（2001年 - 2002年）絵コンテ・演出・原画
- まぶらほ（2003年）原画
- ポポロクロイス（2003年 - 2004年）原画
- 鉄人28号（2004年）絵コンテ・演出・原画
- 陸奥圓明流外伝 修羅の刻（2004年）オープニング原画・原画
- 月詠 -MOON PHASE-（2004年 - 2005年）絵コンテ・演出・原画・設定協力
- ぱにぽにだっしゅ!（2005年）オープニングディレクター・絵コンテ・演出・原画・コンセプトデザイン協力
- REC（2006年）オープニング原画
- ザ・サード〜蒼い瞳の少女〜（2006年）原画
- ネギま!?（2006－2007年）オープニングディレクター・絵コンテ・演出・原画
- ひだまりスケッチ（2007年）絵コンテ・演出・原画・設定デザイン協力
- さよなら絶望先生（2007年）オープニングディレクター・絵コンテ・原画・テロップワーク
- ひだまりスケッチ×365（2008年）絵コンテ・演出・原画・プロダクションディレクター
- まりあ†ほりっく （2009年）オープニングディレクター・テロップワークス
- 化物語 （2009年）シリーズディレクター・オープニングディレクター・絵コンテ・演出・原画
- それでも町は廻っている （2010年）サブタイトルデザイン
- アンデッドアンラック（2023年）オープニング原画

### 劇場アニメ
- デジモンアドベンチャー ぼくらのウォーゲーム!（2000年）原画
- デジモンアドベンチャー02 ディアボロモンの逆襲（2001年）原画
- 傷物語〈I 鉄血篇〉（2016年）監督・絵コンテ・演出
- 傷物語〈II 熱血篇〉（2016年）監督・絵コンテ
- 傷物語〈III 冷血篇〉（2017年）監督・絵コンテ
- 傷物語 -こよみヴァンプ-（2024年）監督・脚本[6]

### OVA
- 超時空世紀オーガス02（1993年）動画
- レジェンド・オブ・クリスタニア（1996年）原画
- てなもんやボイジャーズ（1999年）原画
- ネギま!?春版（2006年）原画
- 魔法先生ネギま! 〜白き翼 ALA ALBA〜（2008年）オープニングディレクター

### その他
- MAG・ネット 〜マンガ・アニメ・ゲームのゲンバ〜（2010年）オープニングアニメーション